# Kék templom (Pozsony)

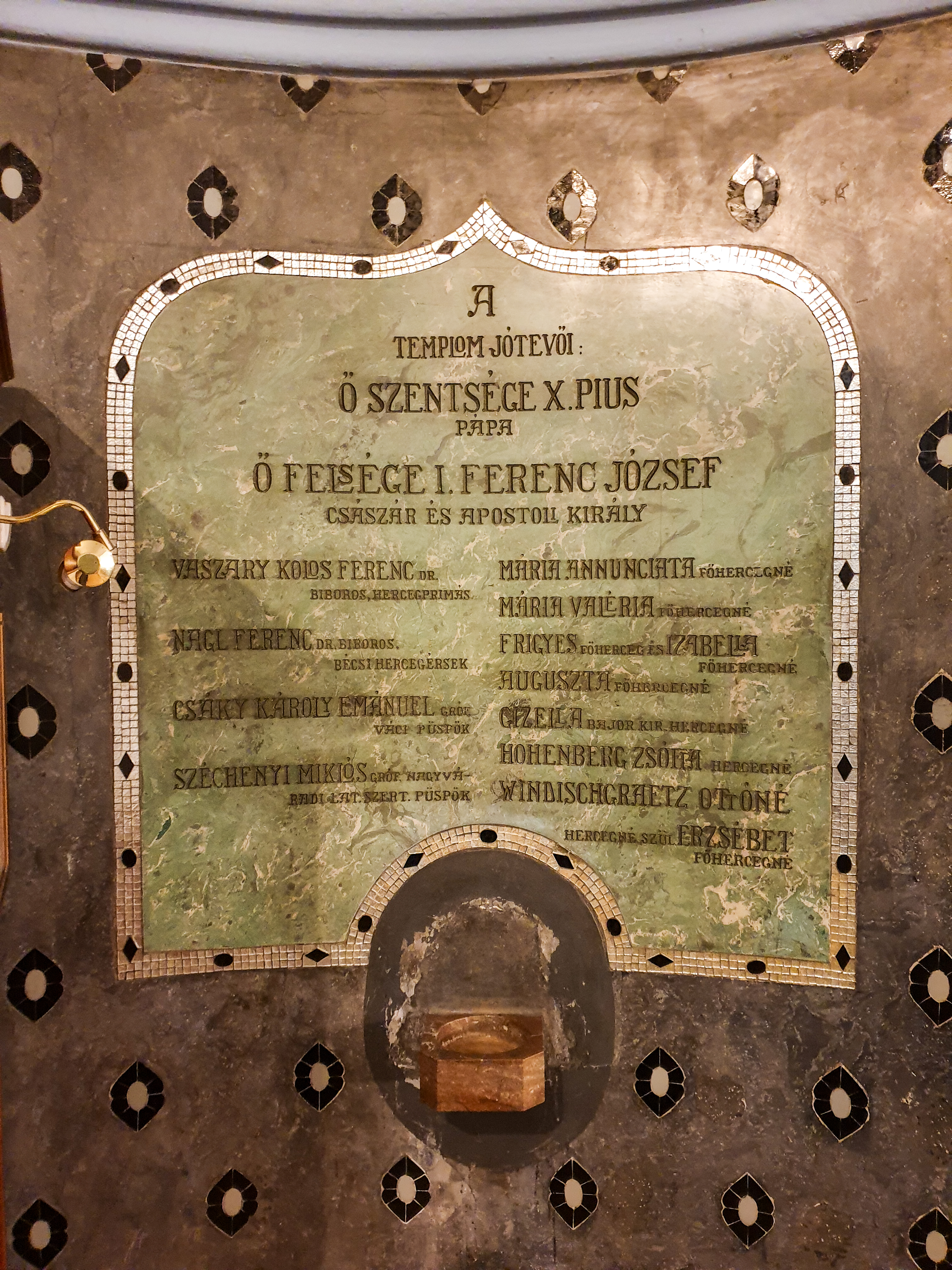
Magyar nyelvű emléktábla a templomban

A Kék templom vagy Árpád-házi Szent Erzsébet-templom (szlovákul Kostol svätej Alžbety) Lechner Ödön egyik legnagyszerűbb munkája Pozsonyban, a magyar szecesszió egyik legszebb példája. A templom Árpád-házi Szent Erzsébetnek van szentelve, de Erzsébet királyné szimbolikus mauzóleumaként építették („Sisit” 1899-ben ölték meg Genfben). Pozsony-Óváros részében található, közel a Comenius Egyetem jogi karához és a szintén Lechner Ödön tervezte Grössling Gimnázium szomszédságában. A templom a Bezruč utcában van (Bezručova ulica).

## Története
A 19–20. század fordulóján Pozsony főleg kelet felé terjeszkedett. Elkezdődött az új, Ferenc Józsefről elnevezett városrész (a későbbi Pozsony-Újváros) kialakítása a királyi katolikus főgimnáziummal, mely a mai Grössling Gimnázium és a mellette található katolikus plébániával és templommal. Az eredeti tervek szerint csak egy kisebb kápolnát építettek volna a gimnázium szomszédságába, azonban Szapáry Mária Gabriella törekvésének eredményeképp egy nagyobb templomot emeltek. Az épületek kivitelezésére Apponyi Albert vallás- és közoktatásügyi miniszter Lechner Ödönt kérte fel. A Grössling Gimnázium épülete 1906–1908 között készült el. A templom alapkőletételére 1909. augusztus 23-án került sor Szent Erzsébet halálának 700. évfordulója alkalmából. Az alapkövet Vaszary Kolos bíboros nevében Való Simon tette le. Az alapkőletétel dokumentumát Volker József gimnáziumi tanár bőrön készítette el, melyen Szent Erzsébetet ábrázolja középen, jobb oldalon a templom tervét, bal oldalon a gimnáziumot, a háttérben a koronázó templomot. A kép felirata: "Tedd le a kalapod, halandó, mivel Szent Föld az, amelyen állsz". Továbbá Pozsony város és Magyarország címere is látható a dokumentumon. A templomot a Pittel és Brausewetter cég építette, mely során új anyagokat-vasbetont és műkövet használtak. Az építésvezető Durvay Antal, az építés felügyelő Florián János volt. 1910. június 26-án ünnepélyes keretek között felállították a keresztet. 1911. május 14-én pedig Kohl Medárd esztergomi segédpüspök szentelte fel a harangokat. Szapáry Ilona grófnő Franz Xaver Nagl bécsi érsektől Szent Erzsébet-ereklyéket kért, amelyeket Szent Kelemen pápa, Szent Vincencia, Szent Teodóra ereklyéivel együtt helyezték a főoltárba. 1913. október 11-én szentelték fel. Lechner Ödön ekkor már túl volt legismertebb épületeinek tervezésén és Pártos Gyulával közösen működtetett irodájuk is megszűnt.
A templomról Komor Marcell, a magyar szecesszió egyik kiemelkedő egyénisége úgy nyilatkozott mint kultúránk „új ékszerszekrényéről”. A templomot a korabeli emberek Erzsébet királyné emléktemplomnak is nevezték. A benne található Erzsébet királyné fehérmárvány domborművet 1921-ben a csehek eltávolíttatták és a szomszédos plébánián helyezték el. A templom 1934-ig gimnáziumi templom volt. 1934. július 1-jén önálló plébániává alakították.

## Leírása
A templom 30,94 méter hosszú, 10,90 méter széles, egyhajós épület. A templom tornya hengeres, 36,80 méter magas. Fő- és oldalbejárata egy-egy rozettával díszített karéjos kapuív. Az egész külső megjelenésen a népies építészet elemei uralkodnak. Ezzel a templom a népies szecesszió egyik legtipikusabb példája. A torony gazdagon díszített vonalakkal, mozaikokkal. A torony tetején kettős kereszt van elhelyezve. A templomot a Zsolnay-gyár által készített kékes mázas cserepek és mozaikcsík vonalak díszítik. Maga az épület is kékes színű, de a tetőszerkezet még határozottabban. A tetőbordákon kék majolika népies kakasmotívummal jelenik meg. Az ereszcsatorna bordázott, tartóvasai virágként, bimbóként és levélként hajolnak ki. A főkapu felett látjuk a Szent Erzsébetet ábrázoló olasz mozaikképet.
Belső terébe lépve két oldalról X. Piusz pápa és I. Ferenc József császár illetve a többi adományozó emlékét két magyar nyelvű emléktábla örökíti meg. A bejárati ajtó kevésbé díszes, hasonlóan Lechner egyéb munkáihoz. A sekrestyeajtó díszítése pedig egyaránt tartalmazza a népies motívumokat és a lágy vonalvezetést. Jellegzetes halvány zöldes-kék ajtószárnyakkal, finom ívben lehajló formák, indás ornamentika, kovácsolt vasként ható alumínium kilincs jellemzik. Az örökmécsest is Lechner tervezte. Ez a szentély diadalívéről csüng le, láncait liliomos korona díszíti, a lámpa ezüstből és vörös üvegből készült. A vörös részeket az Árpád-ház címerével, oroszlánokkal és szívekkel, kettős kereszttel és négy folyó jelképével díszítette. A mennyezet kék boltozata mintázott rózsákkal van teletűzdelve, bejárat feletti részén pedig 12 fehér csillag van (villanykörte-fény). Padsorainak támlái alulról felfelé keskenyednek, rajta népies mézeskalács-, tulipán- és madárfejformákat látunk. A főoltár oltárképét Tury Gyula festette, Szent Erzsébetet ábrázolja, amint Wartburg vára alatt a szegényeknek ajándékot osztogat. A kép aranyozott keretét Lechner tervezte. A fából készült, rózsákkal díszített magas gyertyatartók jóval később készültek, Dorosinyi József munkái. Lechner hat festményt helyezett el a templomban. A templomhajó ívében Isten Bárányát, a hajóba több Árpád-házi szent képét, amelyeket Beszédes és Zsille festők készítettek. A Lisieux-i Szent Teréz mellékoltáron egy fából készült polikróm Ülő Madonna dombormű van, melyen a Madonnát rózsákkal ábrázolják (a rózsa motívuma a Szent Erzsébet-legenda miatt a templomban uralkodó). A mellékoltár Rigele Alajos munkája. Eredetileg ezen oltár helyén állt Erzsébet királynénak a szintén Rigele által készített domborműve, amelyet azonban az első világháború után áthelyeztek a plébániára. Rigele munkái még a templomban a Jézus Szíve-szobor, illetve Páduai Szent Antal szobra. A kórus feljáratánál van az ifjan elhunyt Szapáry Péter domborműve, amelyet Michael Drobil szobrász készített.

## Galéria

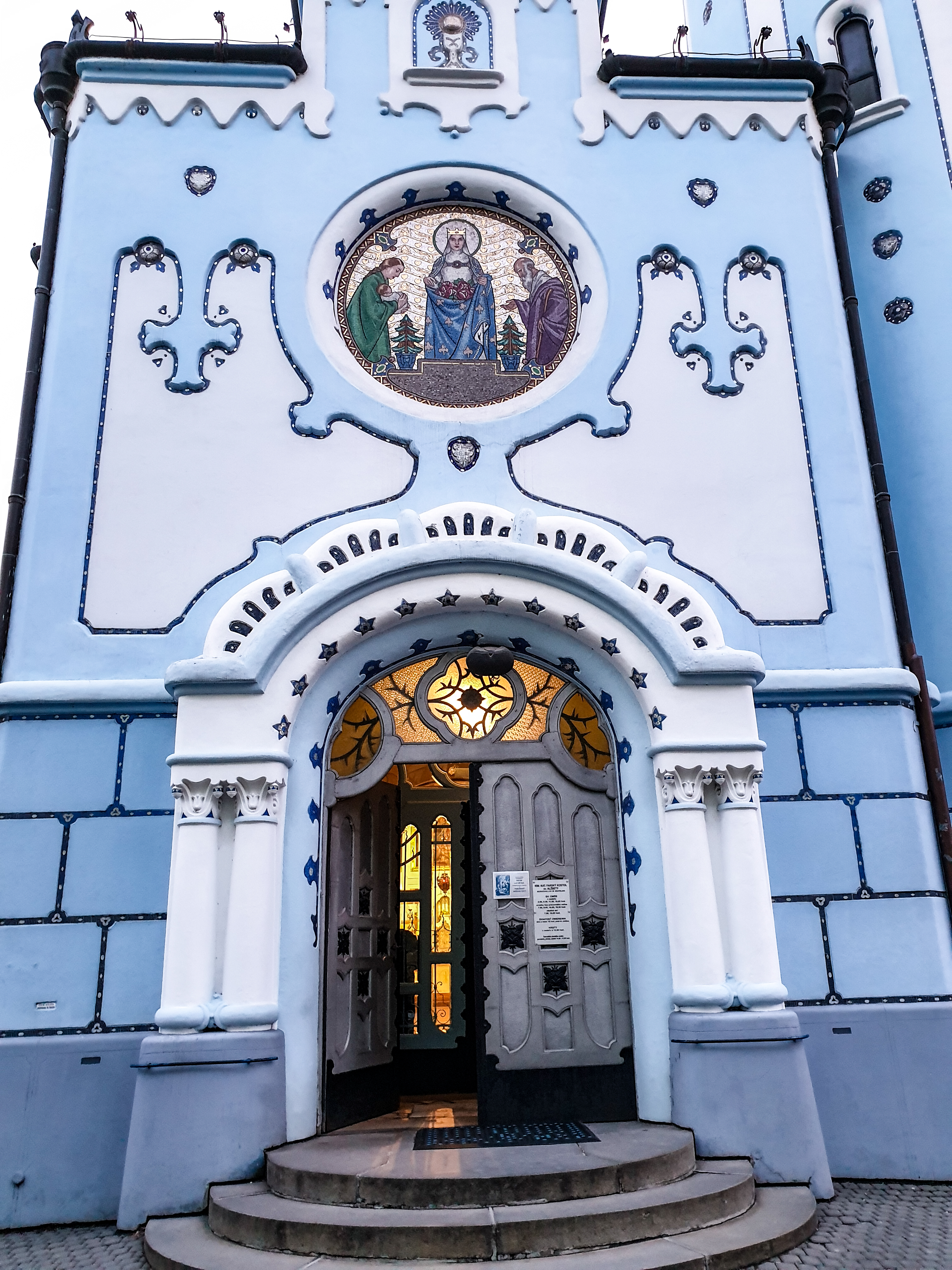
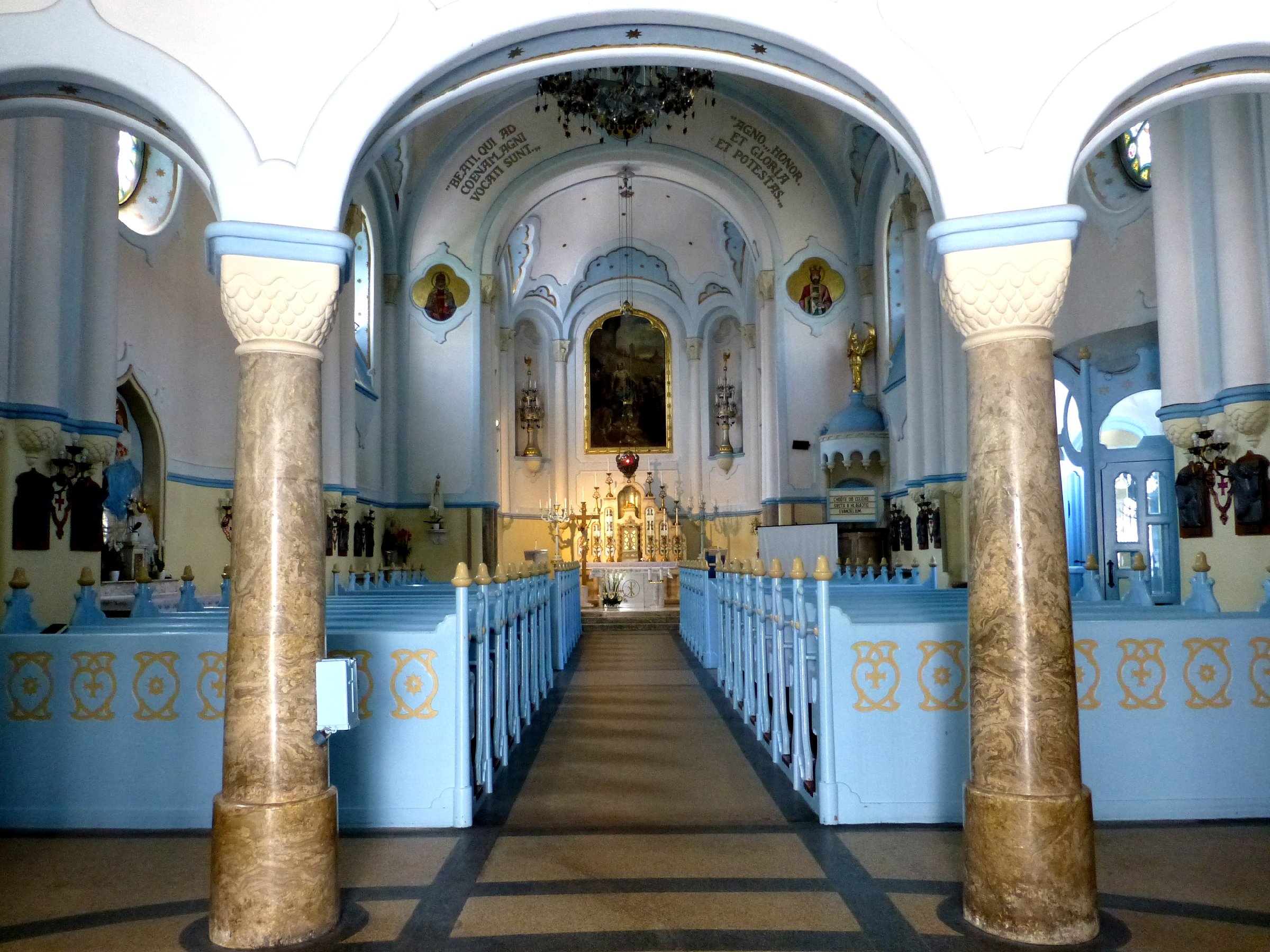
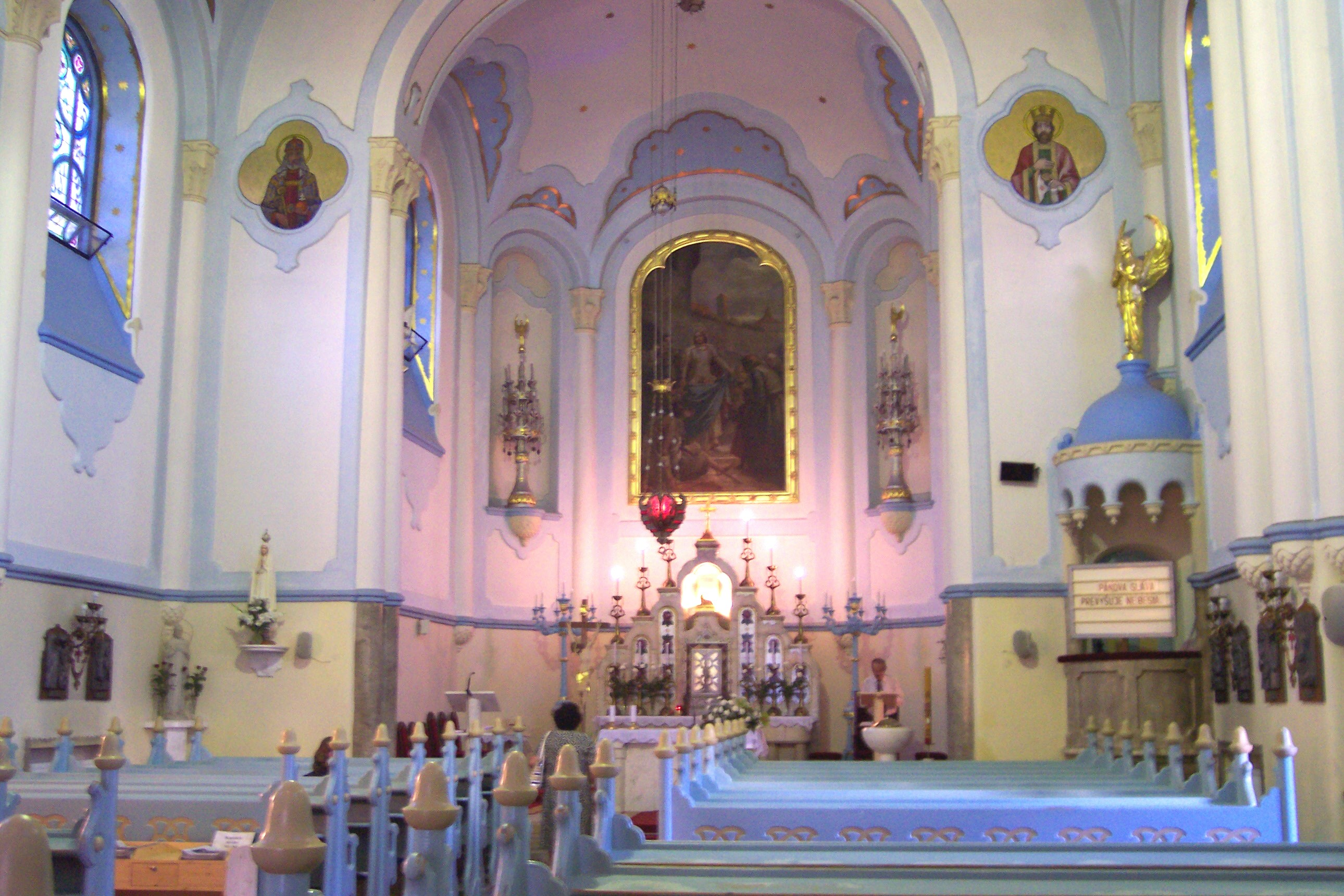
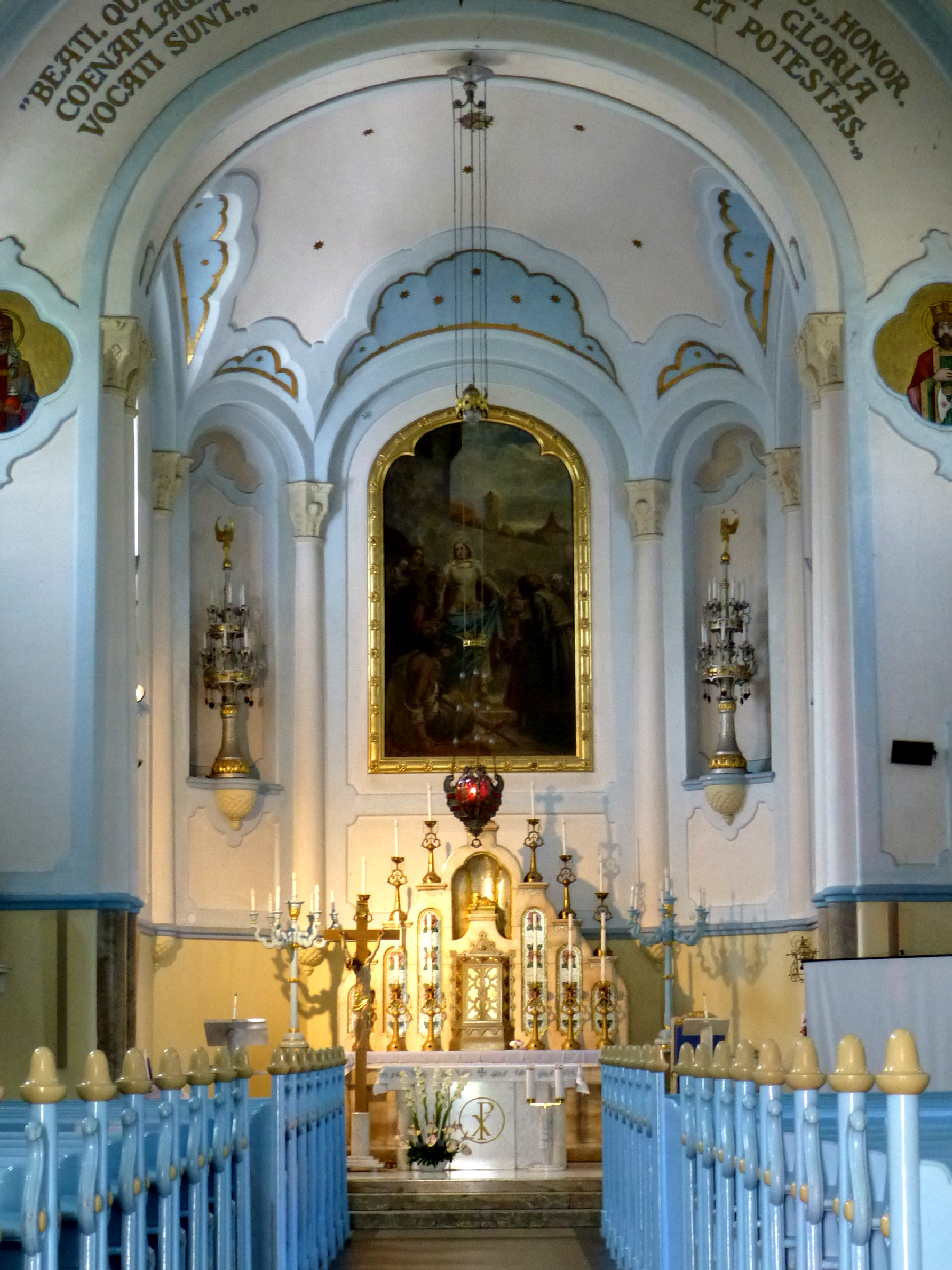
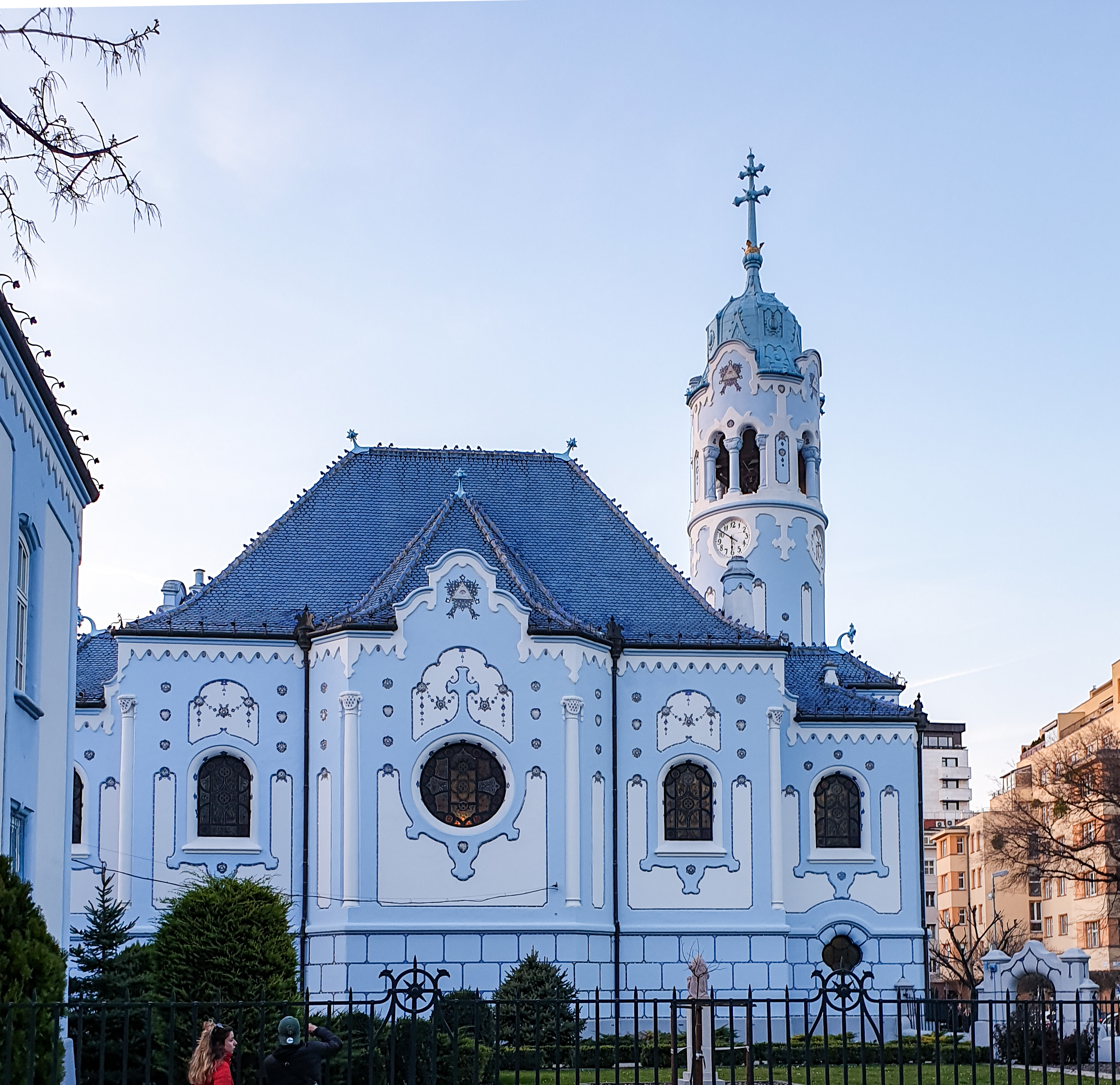